# Fritz Kohlrausch
Karl Wilhelm Friedrich ("Fritz") Kohlrausch (Gstettenhof, Türnitz, 1884 — Graz, 1953) foi um físico austríaco.

## Obras
- Probleme der gamma-Strahlen. Vieweg, Braunschweig 1927 (Sammlung Vieweg; Bd. 87-88)
- Radioaktivität. Akademische VG, Leipzig 1923 (Handbuch der Experimentalphysik; Bd. 15)
- Ramanspektren. Heyden Books, London 1972, ISBN 0-85501-071-1 (Repr. d. Ausg. Leipzig 1943)
- Der Smekal-Raman-Effekt. Springer, Berlin 1931 ff

1. 1931, (Struktur der Materie; Bd. 12)
2. 1938, (Struktur der Materie; Bd. 19)